# باد صبا
باد صَبا (نام‌های دیگر: باد بَرین، باد پیش) در اصطلاح قدیمیان بادی را می‌گویند که از سوی شمال شرقی بوزد. باد صبا را بادی صبحگاهی، بهاری و لطیف و خنک می‌دانستند. قدیمیان باور داشتند که آغازگاه این باد مطلع خوشه پروین و پایانگاه آن صورت فلکی هفت اورنگ است. در ادبیات فارسی، باد صبا باعث شکوفایی طبیعت می‌شود و عاشقان راز خود را با باد صبا می‌گویند.
این باد به دلیل لطافت و نسیم مطبوعش محبوبیت خاصی دارد. اعراب باد صبا را باد جمع‌آوری ابرها و بارندگی می‌دانستند که بر خلاف بادهای غربی و جنوبی موجب خشکی نمی‌شود. علاوه بر این، از آنجایی که یک حدیث مبنی بر اینکه محمد از حمایت باد صبا برخوردار بوده است وجود دارد، در اسلام نیز اهمیت دینی دارد.
بعدها صبا به یک اصطلاح کلی تبدیل شد که مقابل باد شمال، باد جنوب و باد غرب قرار می‌گرفت و یکی از چهار باد اصلی گلباد را تشکیل می‌داد.

## ریشه‌شناسی نام
به گفته دایره المعارف عربی نویری، این باد را به این دلیل صبا نامیده‌اند که مردم به دلیل نسیم و هوای مطبوعش، آن را دوست دارند (تصبو الیه). کلمه عربی «صَبْوَة» در واقع به معنای «عشق، میل» است.

## توصیفات
حسن انوری در مورد باد صبا می‌نویسد:
باد صبا بادی است که جنبه اساطیری پیدا کرده است. گویند که از زیر عرش برمی‌خیزد، به وقت صبح از مشرق می‌وزد، لطیف و خنک است، بوی خوش دارد، گل‌ها از از آن می‌شکفند، عاشقان با او راز می‌گویند. پیغام عاشق را به معشوق می‌رساند و از معشوق به عاشق پیغام می‌آورد.
| ای نَفَس خرم باد صبا |  | از برِ یار آمده‌ای مرحبا |

عطار در تذکره‌الاولیا چنین می‌نویسد:
صبا بادیست که از زیر عرش خیزد. و آن در وقت صبح وزد. بادی لطیف و خنک است. و خوش دارد. و در اصطلاح سالکان باد صبا، اشارتست از نفحات رحمانیه که از طرف مشرق روحانیات می‌آید. چنان‌که حضرت رسالت پناه صلی ﷲ علیه و آله و سلم فرمود: انی وجدت نفس الرحمان من جانب الیمن، مراد از نفس الرحمان، بندگی خواجه اویس قرنی است، کذا فی کشف اللغات.
در منتهی‌الارب چنین آمده:
اور. اَوور. قَبول، بدان جهت که ضد دبور است یا آنکه مقابل در کعبه شرفها ﷲ تعالی می‌وزد یا آنکه مقبول طبایع و نفوس است. که جای وزیدن آن از مطلع ثریا تا بنات نعش است.